# Transición epitelio-mesénquima
La transición epitelio-mesénquima (en inglés EMT) es el proceso morfogenético mediante el cual las células de características epiteliales se transforman en células mesenquimales. Las células epiteliales deben perder su polaridad y su adherencia con otras células y ganar capacidades migratorias e invasivas. El proceso inverso es la Transición mesénquima-epitelio (MET).
La EMT es esencial para diversos procesos del Desarrollo como la formación del mesodermo, neurulación, cicatrización, fibrosis e incluso metástasis del cáncer. Y según este contexto biológico se clasifican en tres tipos: Tipo I, para el desarrollo; Tipo II, para la fibrosis y cicatrización y Tipo III para las relacionadas con cáncer. 
La transición epitelio-mesénquima fue descrita como proceso de la embriogénesis por Betty Hay en 1980.

## Proceso
Las células epiteliales están estrechamente conectadas en un tejido por uniones estrechas, Gap o adherentes; poseen una polaridad celular mediada por actina y componentes del citoesqueleto y están unidas a la lámina basal de la matriz extracelular. En contraposición, las células mesenquimales carecen de polarización, poseen una morfología irregular e interactúan solo a través de uniones focales temporales, adicionalmente remodelan activamente la matriz extracelular al producir fibronectina y vimentina.
Como factores que pueden inducir la EMT encontramos: Factores de crecimiento transformantes (TGF), Factor de crecimiento fibroblástico (FGF), Factor de crecimiento de hepatocitos (HGF), la vía Wnt/b-catenina, Notch, hipoxia, Ras-MAPK y Hedgehog, incluso factores ambientales como la hipoxia.

### Cambio de características adhesivas
De los primeros cambios que ocurren es el mecanismo de adhesión celular que encontramos, más específicamente, la modificación en las cadherinas expresadas. En estado epitelial se mantienen expresadas E-cadherinas, pero al cambiar a estado mesenquimal se cambia la proteína de unión por N-Cadherinas. 
Muchos factores de transcripción generan este cambio de cadherinas al reprimir, por ejemplo, la E-cadherina. Algunos de los más relevantes son SNAI1/Snail1 y SNAI2/Snail2, dedos de zinc (ZEB1, ZEB2), TCF3 y KLF8; estos pueden unirse al promotor de la E-cadherina y reprimir su transcripción. Adicionalmente estos factores pueden reprimir  la transcripción de proteínas de unión como claudinas y desmosomas. Otros factores como Twist, Goosecoid, TCF4, la proteína homeótica SIX1 y FOXC2 reprimen la E-Cadherina indirectamente. Los factores Snail y Slug pueden iniciar la disrupción desmosomal, la dispersión celular y la eliminación de límites intercelulares, llevando al primer paso de la EMT.
Dentro de los reguladores de SNAIL encontramos la ruta de señalización Wnt –vía que también regula la vimentina– y que al estar activada genera una peor prognosis en pacientes de cáncer, al asociarse con metástasis. Esta vía cumple un papel importante en la EMT de la gastrulación, la formación de la válvula cardiaca y el cáncer.
Del mismo modo, los TGF activan la expresión de SNAIL y ZEB en desarrollo cardiaco y palatogénesis. La metástasis de cáncer de mama a hueso tiene señalizaciones de esta vía que contribuyen a la generación de estas lesiones.

### Capacidades migratorias
La motilidad celular, la pérdida de la expresión de citoqueratinas y la expresión de vimentinas son importantes para adquirir las habilidades migratorias e invasivas típicas de una célula mesenquimal. 
Se ha visto que estos cambios pueden estar regulados por factores p63 y sus isoformas, ya que alteraciones de la expresión de este factor generan un menor adhesión célula-célula y un aumento de la capacidad migratoria de las células cancerosas, afectando directamente la expresión de citoqueratinas. El factor p63 también es regulado por Snail/Slug.
También la PI3K, la ruta de señal Hedgehog y el factor nuclear KappaB han mostrado tener un efecto directo sobre la EMT.

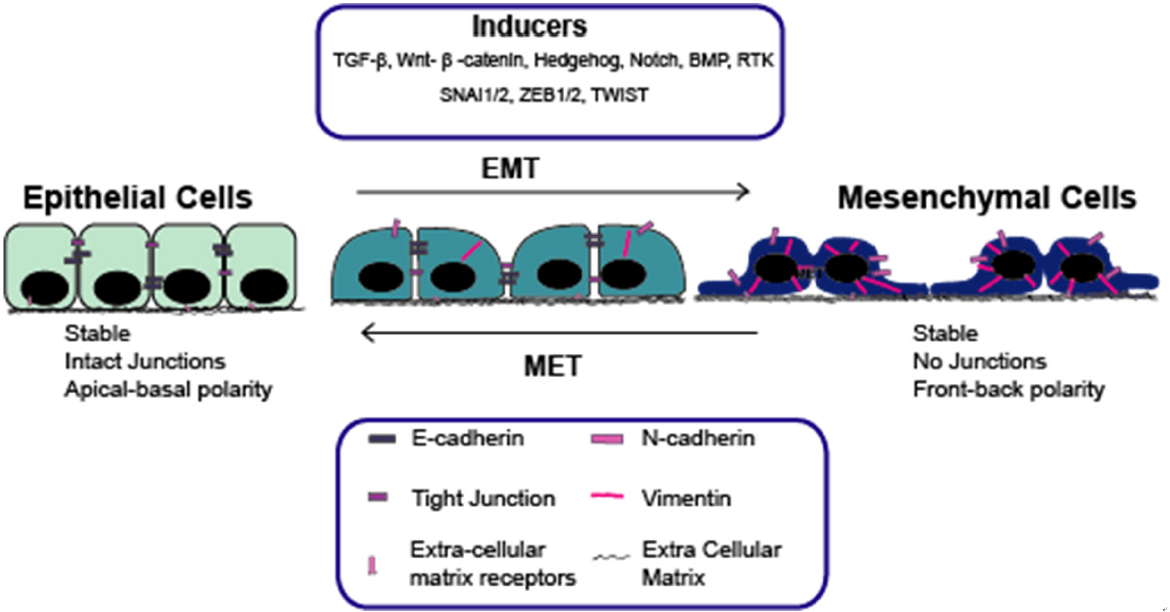
La EMT y MET como procesos inversos.

## Transición mesénquima-epitelio
El proceso inverso de la EMT es la Transición mesénquima-epitelio (MET). En la cual células con elevada motilidad y de características mesenquimales se ordenan en forma epitelial, con mayor interacción celular y una polaridad marcada. Los procesos para la MET son inversos a los de la EMT.
Las células que hacen la MET expresan marcadores como la Vimentina, Fibronectina, N-Cadherina, Twist & Snail. Algunos factores de transcripción como GRHL2 (Grainyhead-like protein), ELF3 y ELF5 al ser sobreexpresados pueden iniciar procesos de MET.

## En el desarrollo y la cicatrización
Desde estadios tempranos de la embriogénesis, como la implantación en la placenta, muchos procesos involucran la EMT y la MET como procesos complementarios. En este ejemplo, el trofoectodermo sufre una EMT para facilitar la invasión del endometrio, garantizando la correcta formación del embrión y por ende el transporte de gases y nutrientes entre la madre y el embrión. 
Posteriormente, durante la gastrulación la EMT permite que las células crucen a través de la línea primitiva (en amniotas) o el pliegue ventral (en insectos). Las células de estos tejidos expresarán las E-cadherinas y tendrán una fuerte polaridad apico-basal. Al ser tan rápida la gastrulación, la E-cadherina se debe reprimir transcripcionalmente (Twist, SNAI1 y p38). Esta línea primitiva, mediante invaginación, generará el mesoendodermo y posteriormente el mesodermo y endodermo a través de la EMT. Por el proceso inverso (MET) se desarrollará el tubo neural, la notocorda, la cresta neural y las somitas.
En vertebrados, la cresta neural es generada por la EMT desde células epiteliales del neuroectodermo. Estas células se disocian desde los pliegues neurales, ganan motilidad y se diseminan a varias partes del embrión.
Asimismo, el mesénquima craneofacial, que forma el tejido conectivo de cabeza y rostro, es formado desde el epitelio del tubo neural por EMT.
La EMT ayuda a la construcción de la columna vertebral a partir de la matriz extracelular, sintetizada a partir de fibroblastos y osteoblastos que rodean el tubo neural. Estas células provienen del esclerotomo y el mesénquima somítico, así como la línea primitiva. La morfología mesenquimal permite a las células viajar a zonas determinadas en el embrión, donde se diferencian o inducen diferenciación por otras células.
Durante la cicatrización los queratinocitos de borde realizan la EMT y posteriormente se re-epitelizan (MET) cuando la herida se cierra. La expresión de Snail2 en el frente migratorio estimula este estado, y su sobre-expresión acelera la cicatrización. Del mismo modo, en el ciclo menstrual, la superficie de los ovarios pasa por una EMT en la cicatrización post-ovulatoria.

## EMT y cáncer: la metástasis

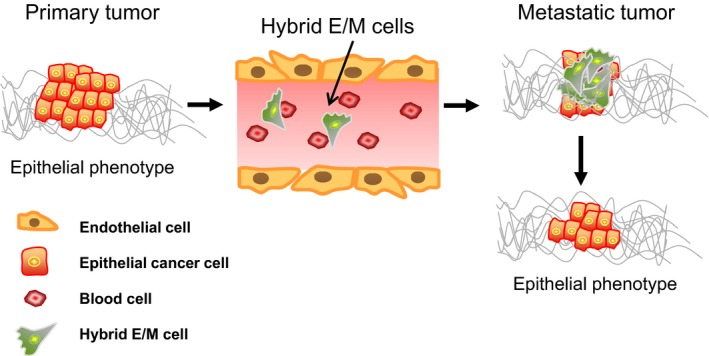
Transición Epitelio-Mesénquima en Cáncer: La metástasis. El tumor sólido sufre una EMT, donde la célula cancerosa puede migrar a otros órganos y allí sufrir una MET para generar un segundo tumor.

El inicio de la metástasis requiere invasión, permitida mediante la EMT. Las células cancerosas de los tumores primarios pierden sus adhesiones intercelulares por una represión de E-cadherinas y la ruptura de la membrana basal, incrementando así las propiedades invasivas y permitiendo el ingreso al flujo sanguíneo por intravasación. Después, cuando estas células tumorales circulantes (CTCs) se salen de los vasos sanguíneos y forman micro-metástasis, pasan por la MET y crecimiento clonal en zonas metastáticas. Se puede apreciar entonces que la EMT y la MET están al inicio y al final del proceso de metástasis.

### Algunos factores asociados
En procesos de metástasis se han asociado factores, como la expresión de PD-L1 en cáncer de pulmón, donde mayores niveles de este gen suprimen el sistema inmunitario y facilitan la diseminación del cáncer.
Se ha visto que la EMT se induce en las terapias de privación de andrógenos en las células metastáticas del cáncer de próstata. La activación de la EMT al inhibirse el eje de andrógenos provee un mecanismo por el cual las células tumorales pueden adaptarse y promover la progresión y recurrencia de la enfermedad. Factores moleculares como Brachyury, Axl, MEK y la quinasa Aurora A promueven estos procesos de transición y sus inhibidores se encuentran en pruebas clínicas con fines terapéuticos.
De manera similar, TGF puede promover la invasión tumoral y la evasión del sistema inmunitario en estadios avanzados. Si los TGF actúan sobre células epiteliales con activación de Ras, la EMT se estimula y se inhibe la apoptosis. Este proceso se puede revertir con factores que estimulen los estadios epiteliales como GATA-3.
En melanomas el oncogén PKC-ι puede promover la invasión de células cancerosas al activar la vimentina durante la EMT. Un knockdown de PKC-ι resulta en un incremento de los niveles de E-cadherina y RhoA y la disminución de la vimentina total, la vimentina fosforilada (S39) y Par6 en las células metastáticas. Esto indica que la PKC-ι está involucrada en las vías de señalización que regulan la EMT en este tipo de cáncer.

### Relación con la progresión del cáncer
También se ha visto relación entre la EMT y la resistencia a medicamentos. En cáncer de ovarios la ganancia de marcadores de EMT se ha asociado a resistencia al Paclitaxel. Del mismo modo, SNAIL genera resistencia a este mismo medicamento y a la adriamicina, radioterapia al inhibir la apoptosis mediada por p53.
Se ha visto que células que pasan por una EMT pueden ganar potencia celular, generando las células madre cancerosas (CSCs). Después de transfecciones al activarse Ras, una subpoblación de células adoptan los marcadores: incremento de CD44/ disminución de CD24  junto a la inducción de la EMT. Se ha visto que ZEB1 también puede dar este tipo de propiedades, estrechando la relación entre la EMT y la potencia celular. Por esto y por el aumento de la intrusividad que da a las células cancerosas, la EMT representa una mala prognosis de la enfermedad.
Adicionalmente, la inflamación, factor asociado con la progresión del cáncer y la fibrosis, puede ser inducida por procesos de EMT. También, la EMT provee de resistencia a la senescencia inducida por oncogenes. Twist1, Twist2 y ZEB1 son genes que protegen las células humanas y los fibroblastos de ratón de esta senescencia. 